# Yui Okada
Yui Okada (n. 28 decembrie 1987, Osaka, Japonia) este un model, race queen și o vedetă de televiziune. De asemenea, ea a fost membră din V-u-den, împreună cu Rika Ishikawa și Erika Miyoshi, ea s-a retras din viață publică din 2010 pentru să studieze frumușetii și cosmetice. După activitatea cu V-u-den, Okada a devenit o vedetă de televiziune și un gravure idol. A absolvit Hello! Project în 2009 cu Elder Club.

## Profil
- Nume: Yui Okada
- Nickname: Okappai, Okayan, Yuiyan
- Data nașterii: 28 decembrie 1987
- Locul nașterii: Osaka, Prefectura Osaka, Japonia
- Tipul de sânge: A
- Înălțime: 158cm
- Hobby-uri: Cumpărături, manichiuri, ascultarea la muzică și vizionarea la filme

## Trivia
- Ea este prietenă-bună cu Erika Miyoshi și Ai Kago.
- Okada a semnat cu o agenție numită Grace Agency, și a început să lucreze ca un model și un race queen.
- Culoarea ei în trupă a fost galben.
- Are aceeași zi de naștere cu Yuuka Maeda.

## Grupuri muzicale
- Hello Pro Egg
- V-u-den
- H.P. All Stars

## Photobooks-uri
- Hello! x2 Miyoshi Erika & Okada Yui from V-u-den
- I Doll

## Lucrări

### Filme
- Sukeban Deka: Codename = Asamiya Saki

## Vezi și
- V-u-den
- Erika Miyoshi
- Rika Ishikawa
- Grace Agency
- model
- race queen